# ウォルポール男爵
ウォルポール男爵（ウォルポールだんしゃく、英語: Baron Walpole）は、グレートブリテン貴族の男爵位。
イギリス初代首相ロバート・ウォルポールの長男ロバートが1723年に叙されたウォルポールのウォルポール男爵とウォルポール首相の弟ホレーショが1756年に叙されたウォルタートンのウォルポール男爵の2つがある。1797年以降両男爵位は継承者が一致している。オーフォード伯爵位(第2期と第3期)の従属爵位だった時期もあるが、最終的にオーフォード伯爵位は1931年に廃絶し、2つのウォルポール男爵位のみが存続している。

## 歴史

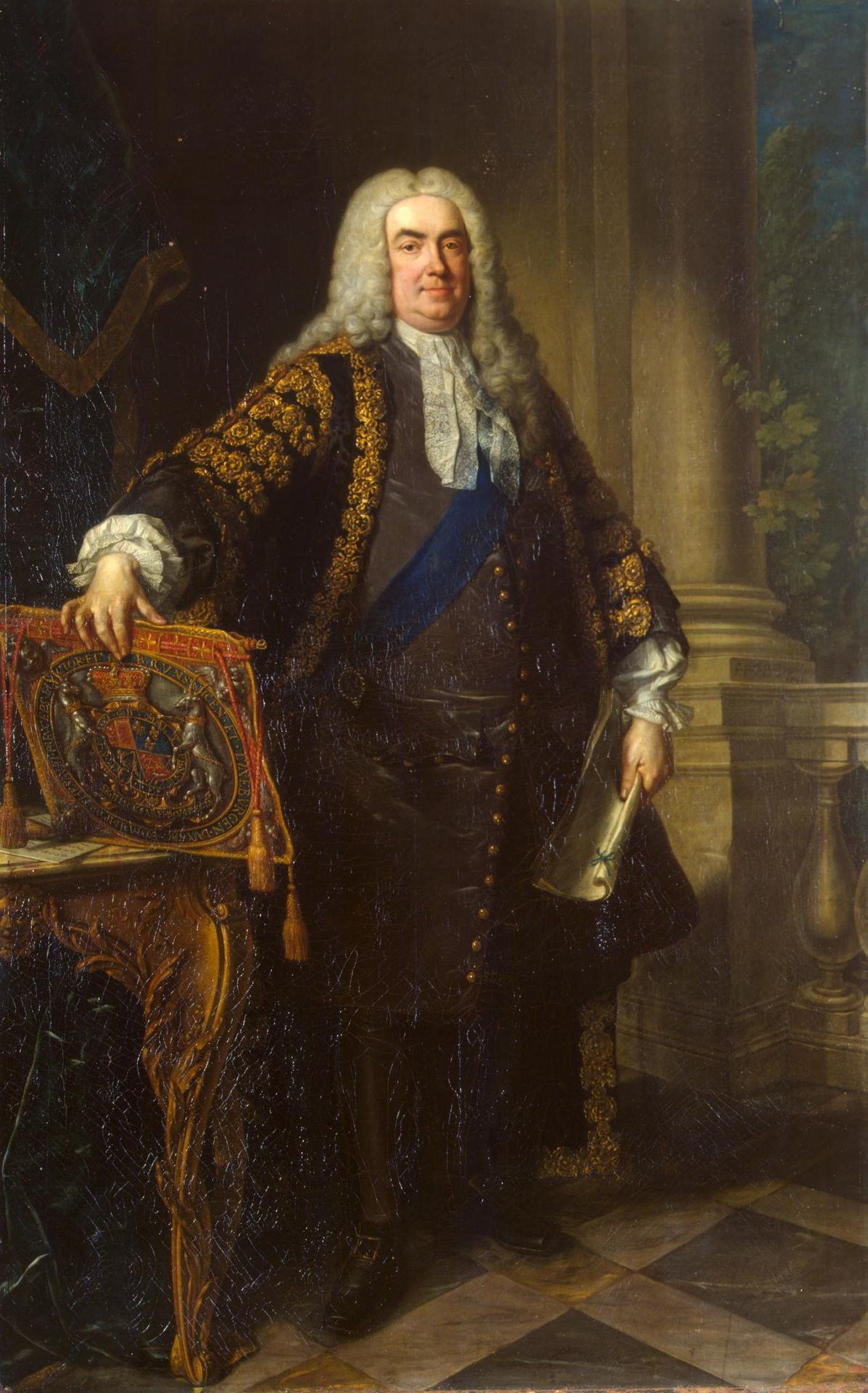
首相R.ウォルポール

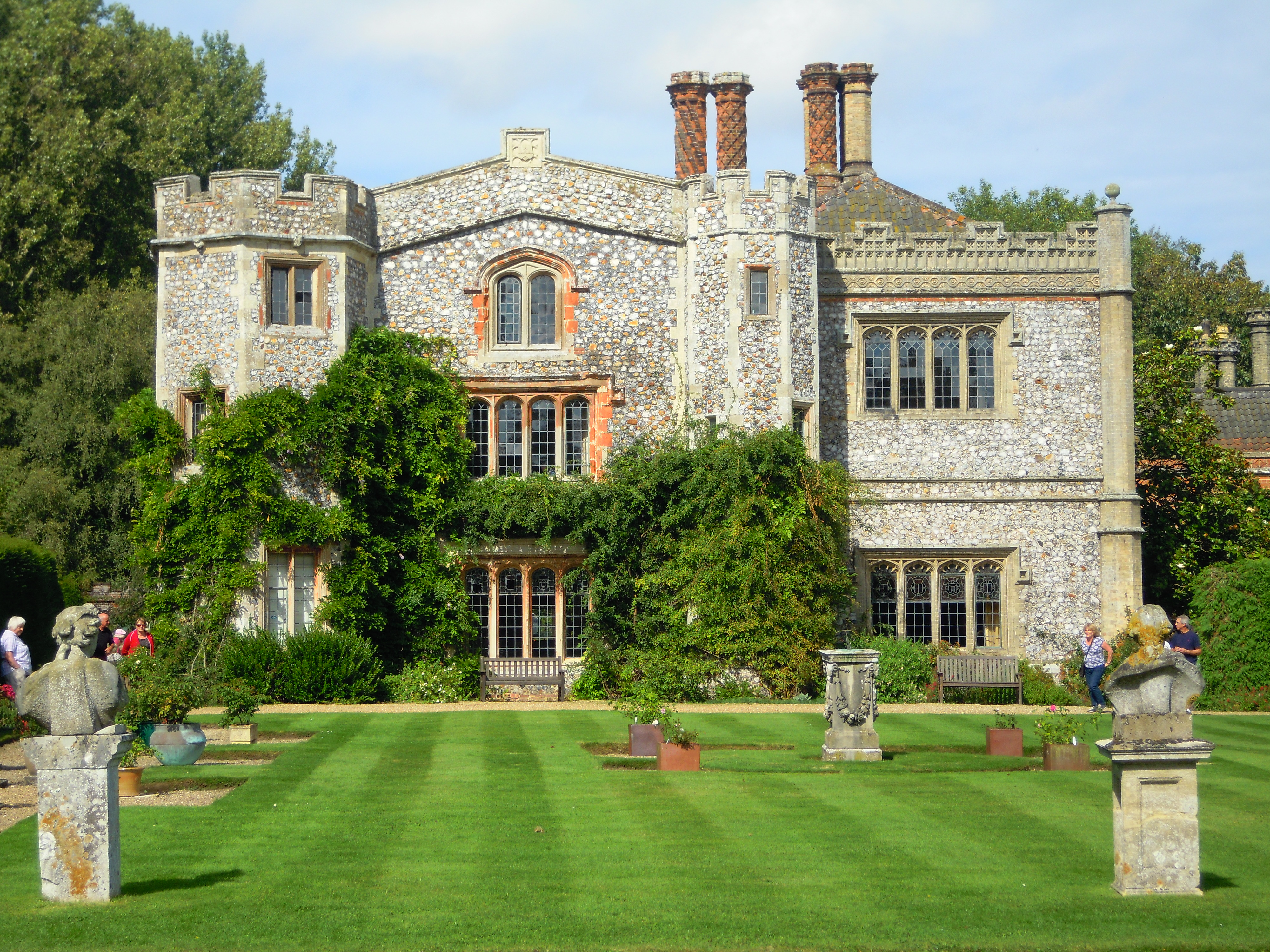
ウォルポール男爵家の邸宅マニントン・ホール

初代イギリス首相であるロバート・ウォルポール(1676–1745)は、首相在職中、庶民院の議席を失うことを嫌って爵位を拝辞していたので、代わりにその長男であるロバート(1701–1751)が1723年6月1日の勅許状によりグレートブリテン貴族爵位ノーフォーク州におけるウォルポールのウォルポール男爵(Baron Walpole, of Walpole in the County of Norfolk)に叙せられた。この爵位は自身の男系男子の他、特別継承規定により父の男系男子、祖父ロバート(1650-1700)の男系男子にも継承権を認めていた。また首相である父も首相退任に際しての1742年2月6日にグレートブリテン貴族オーフォード伯爵(Earl of Orford)とウォルポール子爵(Viscount Walpole)、ノーフォーク州におけるホートン男爵(Baron of Houghton, in the County of Norfolk)に叙せられたので、初代ウォルポールのウォルポール男爵は父の死去に際してこれらの爵位も継承した。
2代オーフォード伯(初代ウォルポールのウォルポール男爵)の死後、その唯一の息子であるジョージ(1730-1791)が3代オーフォード伯(2代ウォルポールのウォルポール男爵)を継承したが、彼には子供がなかったので彼の死後、ウォルポール首相の三男ホレス・ウォルポール(1717–1797)が4代オーフォード伯(3代ウォルポールのウォルポール男爵)を継承した。彼は小説家として著名であるが、子供がなかったので彼の死去によってウォルポール首相の直系は絶え、オーフォード伯、ウォルポール子爵、ホートン男爵の3爵位が廃絶した。
しかしウォルポールのウォルポール男爵のみは、特別継承の規定によりウォルポール首相の弟ホレーショ(1678–1757)の系統に継承されて存続する。このホレーショ(1678–1757)は、兄同様ホイッグ党の政治家・外交官として活躍し、1756年6月4日の勅許状でグレートブリテン貴族ノーフォーク州におけるウォルタートンのウォルポール男爵(Baron Walpole, of Wolterton in the County of Norfolk）に叙されていた。その長男である2代ウォルタートンのウォルポール男爵ホレーショ(1723–1809)が1797年の4代オーフォード伯の死去に際して4代ウォルポールのウォルポール男爵を継承した人物である。彼はさらに1806年4月10日の勅許状で新規にオーフォード伯（連合王国貴族爵位）に叙せられた。
1931年に5代オーフォード伯(8代ウォルポールのウォルポール男爵・6代ウォルタートンのウォルポール男爵)ロバート(1854–1931)が死去するとオーフォード伯位は継承者を失って再び廃絶した。
一方2つのウォルポール男爵位は初代ウォルタートンのウォルポール男爵の次男トマスの系統であるロバート・ウォルポール(1913–1989)に継承されて存続した（9代ウォルポールのウォルポール男爵、7代ウォルタートンのウォルポール男爵）。
その長男のロバート・ウォルポール(1938-2021)は1999年貴族院法制定以降も引き続いて、世襲貴族として貴族院での議席を維持した。現在はその子であるジョナサン・ウォルポール(1967-)が男爵家現当主を務めている。
邸宅はノーフォークにあるマニントン・ホール。

## 現当主の保有爵位
現当主である第11代ウォルポール男爵ジョナサン・ロバート・ヒュー・ウォルポールは、以下の爵位を有する。
- 第11代ノーフォーク州におけるウォルポールのウォルポール男爵(11th Baron Walpole, of Walpole in the County of Norfolk)
(1723年6月1日の勅許状によるグレートブリテン貴族爵位)
- 第9代ノーフォーク州におけるウォルタートンのウォルポール男爵(9th Baron Walpole, of Wolterton in the County of Norfolk)
(1756年6月4日の勅許状によるグレートブリテン貴族爵位)

## 一覧

### ウォルポールのウォルポール男爵（1723年）
- 初代ウォルポール男爵ロバート・ウォルポール (1701–1751)（1745年にオーフォード伯爵位継承）

### オーフォード伯爵（1742年;第2期）
- 初代オーフォード伯爵ロバート・ウォルポール (1676–1745) 初代イギリス首相
- 第2代オーフォード伯爵・初代ウォルポール男爵ロバート・ウォルポール (1701–1751)
- 第3代オーフォード伯爵・2代ウォルポール男爵ジョージ・ウォルポール (1730–1791)
- 第4代オーフォード伯爵・3代ウォルポール男爵ホレス・ウォルポール (1717–1797)
  - 彼の死とともにオーフォード伯(第2期)廃絶

### ウォルタートンのウォルポール男爵（1756年）
- 初代ウォルポール男爵ホレーショ・ウォルポール (1678–1757) 首相ロバート・ウォルポールの弟
- 2代ウォルポール男爵ホレーショ・ウォルポール (1723–1809) 
  - 1797年にウォルポールの第4代ウォルポール男爵位を継承、1806年にオーフォード伯(第2期)に叙される

### オーフォード伯爵（1806年;第3期）・両ウォルポール男爵(1723年・1756年)
- 初代オーフォード伯爵・4代ウォルポール男爵・2代ウォルポール男爵ホレーショ・ウォルポール (1723–1809)
- 第2代オーフォード伯爵・5代ウォルポール男爵・3代ウォルポール男爵ホレーショ・ウォルポール (1752–1822)
- 第3代オーフォード伯爵・6代ウォルポール男爵・4代ウォルポール男爵ホレーショ・ウォルポール (1783–1858)
- 第4代オーフォード伯爵・7代ウォルポール男爵・5代ウォルポール男爵ホレーショ・ウィリアム・ウォルポール（英語版） (1813–1894)
- 第5代オーフォード伯爵・8代ウォルポール男爵・6代ウォルポール男爵ロバート・ホレーショ・ウォルポール (1854–1931)
  - 彼の死とともにオーフォード伯(第3期)廃絶

### 両ウォルポール男爵(1723年・1756年)
- 第9代ウォルポール男爵・7代ウォルポール男爵ロバート・ヘンリー・モントゴメリー・ウォルポール (1913–1989)
- 第10代ウォルポール男爵・8代ウォルポール男爵ロバート・ホレーショ・ウォルポール（英語版） (1938-2021)[13]
- 第11代ウォルポール男爵・9代男爵ジョナサン・ロバート・ヒュー・ウォルポール（1967-）

## 系譜図
|  |  | | | | | | |  |  |  |  | | | | | ロバート (1650-1700)                                                                                     | |  |  | | | | | | |  |  |                                                                                   |                        |                        |                        |                        |                        |  |  |  |  |  |  |  |  |  |  |  |  |  |  |  |  |  |  |  |  |  |  |  |  |  |  |
|  |  | | | | | | |  |  |  |  | | | | | | |  |  | | | | | | |  |  |                                                                                   |                        |                        |                        |                        |                        |  |  |  |  |  |  |  |  |  |  |  |  |  |  |  |  |  |  |  |  |  |  |  |  |  |  |
|  |  | | | | | | |  |  |  |  | | | | | | |  |  | | | | | | |  |  |                                                                                   |                        |                        |                        |                        |                        |  |  |  |  |  |  |  |  |  |  |  |  |  |  |  |  |  |  |  |  |  |  |  |  |  |  |
|  |  | | | | | | |  |  |  |  | 初代イギリス首相 ロバート (1676-1745) 初代オーフォード伯爵(第2期) 初代ウォルポール子爵 初代ホートン男爵  | 初代イギリス首相 ロバート (1676-1745) 初代オーフォード伯爵(第2期) 初代ウォルポール子爵 初代ホートン男爵  | 初代イギリス首相 ロバート (1676-1745) 初代オーフォード伯爵(第2期) 初代ウォルポール子爵 初代ホートン男爵  | 初代イギリス首相 ロバート (1676-1745) 初代オーフォード伯爵(第2期) 初代ウォルポール子爵 初代ホートン男爵  | 初代イギリス首相 ロバート (1676-1745) 初代オーフォード伯爵(第2期) 初代ウォルポール子爵 初代ホートン男爵  | 初代イギリス首相 ロバート (1676-1745) 初代オーフォード伯爵(第2期) 初代ウォルポール子爵 初代ホートン男爵  |  |  | ホレーショ (1678-1757) 初代ウォルタートンのウォルポール男爵                                                    | ホレーショ (1678-1757) 初代ウォルタートンのウォルポール男爵                                                    | ホレーショ (1678-1757) 初代ウォルタートンのウォルポール男爵                                                    | ホレーショ (1678-1757) 初代ウォルタートンのウォルポール男爵                                                    | ホレーショ (1678-1757) 初代ウォルタートンのウォルポール男爵                                                    | ホレーショ (1678-1757) 初代ウォルタートンのウォルポール男爵                                                    |  |  |                                                                                   |                        |                        |                        |                        |                        |  |  |  |  |  |  |  |  |  |  |  |  |  |  |  |  |  |  |  |  |  |  |  |  |  |  |
|  |  | | | | | | |  |  |  |  | 初代イギリス首相 ロバート (1676-1745) 初代オーフォード伯爵(第2期) 初代ウォルポール子爵 初代ホートン男爵  | 初代イギリス首相 ロバート (1676-1745) 初代オーフォード伯爵(第2期) 初代ウォルポール子爵 初代ホートン男爵  | 初代イギリス首相 ロバート (1676-1745) 初代オーフォード伯爵(第2期) 初代ウォルポール子爵 初代ホートン男爵  | 初代イギリス首相 ロバート (1676-1745) 初代オーフォード伯爵(第2期) 初代ウォルポール子爵 初代ホートン男爵  | 初代イギリス首相 ロバート (1676-1745) 初代オーフォード伯爵(第2期) 初代ウォルポール子爵 初代ホートン男爵  | 初代イギリス首相 ロバート (1676-1745) 初代オーフォード伯爵(第2期) 初代ウォルポール子爵 初代ホートン男爵  |  |  | ホレーショ (1678-1757) 初代ウォルタートンのウォルポール男爵                                                    | ホレーショ (1678-1757) 初代ウォルタートンのウォルポール男爵                                                    | ホレーショ (1678-1757) 初代ウォルタートンのウォルポール男爵                                                    | ホレーショ (1678-1757) 初代ウォルタートンのウォルポール男爵                                                    | ホレーショ (1678-1757) 初代ウォルタートンのウォルポール男爵                                                    | ホレーショ (1678-1757) 初代ウォルタートンのウォルポール男爵                                                    |  |  |                                                                                   |                        |                        |                        |                        |                        |  |  |  |  |  |  |  |  |  |  |  |  |  |  |  |  |  |  |  |  |  |  |  |  |  |  |
|  |  | | | | | | |  |  |  |  | | | | | | |  |  | | | | | | |  |  |                                                                                   |                        |                        |                        |                        |                        |  |  |  |  |  |  |  |  |  |  |  |  |  |  |  |  |  |  |  |  |  |  |  |  |  |  |
|  |  | ロバート (1701-1751) 第2代オーフォード伯爵 第2代ウォルポール子爵 第2代ホートン男爵 初代ウォルポール男爵  | ロバート (1701-1751) 第2代オーフォード伯爵 第2代ウォルポール子爵 第2代ホートン男爵 初代ウォルポール男爵  | ロバート (1701-1751) 第2代オーフォード伯爵 第2代ウォルポール子爵 第2代ホートン男爵 初代ウォルポール男爵  | ロバート (1701-1751) 第2代オーフォード伯爵 第2代ウォルポール子爵 第2代ホートン男爵 初代ウォルポール男爵  | ロバート (1701-1751) 第2代オーフォード伯爵 第2代ウォルポール子爵 第2代ホートン男爵 初代ウォルポール男爵  | ロバート (1701-1751) 第2代オーフォード伯爵 第2代ウォルポール子爵 第2代ホートン男爵 初代ウォルポール男爵  |  |  |  |  | ホレス (1717-1797) 第4代オーフォード伯爵 第4代ウォルポール子爵 第4代ホートン男爵 第3代ウォルポール男爵   | ホレス (1717-1797) 第4代オーフォード伯爵 第4代ウォルポール子爵 第4代ホートン男爵 第3代ウォルポール男爵   | ホレス (1717-1797) 第4代オーフォード伯爵 第4代ウォルポール子爵 第4代ホートン男爵 第3代ウォルポール男爵   | ホレス (1717-1797) 第4代オーフォード伯爵 第4代ウォルポール子爵 第4代ホートン男爵 第3代ウォルポール男爵   | ホレス (1717-1797) 第4代オーフォード伯爵 第4代ウォルポール子爵 第4代ホートン男爵 第3代ウォルポール男爵   | ホレス (1717-1797) 第4代オーフォード伯爵 第4代ウォルポール子爵 第4代ホートン男爵 第3代ウォルポール男爵   |  |  | ホレーショ (1723-1809) 初代オーフォード伯爵(第3期) 第2代ウォルタートンのウォルポール男爵 第4代ウォルポール男爵 | ホレーショ (1723-1809) 初代オーフォード伯爵(第3期) 第2代ウォルタートンのウォルポール男爵 第4代ウォルポール男爵 | ホレーショ (1723-1809) 初代オーフォード伯爵(第3期) 第2代ウォルタートンのウォルポール男爵 第4代ウォルポール男爵 | ホレーショ (1723-1809) 初代オーフォード伯爵(第3期) 第2代ウォルタートンのウォルポール男爵 第4代ウォルポール男爵 | ホレーショ (1723-1809) 初代オーフォード伯爵(第3期) 第2代ウォルタートンのウォルポール男爵 第4代ウォルポール男爵 | ホレーショ (1723-1809) 初代オーフォード伯爵(第3期) 第2代ウォルタートンのウォルポール男爵 第4代ウォルポール男爵 |  |  | トマス (1727-1803)                                                                | トマス (1727-1803)     | トマス (1727-1803)     | トマス (1727-1803)     | トマス (1727-1803)     | トマス (1727-1803)     |  |  |  |  |  |  |  |  |  |  |  |  |  |  |  |  |  |  |  |  |  |  |  |  |  |  |
|  |  | ロバート (1701-1751) 第2代オーフォード伯爵 第2代ウォルポール子爵 第2代ホートン男爵 初代ウォルポール男爵  | ロバート (1701-1751) 第2代オーフォード伯爵 第2代ウォルポール子爵 第2代ホートン男爵 初代ウォルポール男爵  | ロバート (1701-1751) 第2代オーフォード伯爵 第2代ウォルポール子爵 第2代ホートン男爵 初代ウォルポール男爵  | ロバート (1701-1751) 第2代オーフォード伯爵 第2代ウォルポール子爵 第2代ホートン男爵 初代ウォルポール男爵  | ロバート (1701-1751) 第2代オーフォード伯爵 第2代ウォルポール子爵 第2代ホートン男爵 初代ウォルポール男爵  | ロバート (1701-1751) 第2代オーフォード伯爵 第2代ウォルポール子爵 第2代ホートン男爵 初代ウォルポール男爵  |  |  |  |  | ホレス (1717-1797) 第4代オーフォード伯爵 第4代ウォルポール子爵 第4代ホートン男爵 第3代ウォルポール男爵   | ホレス (1717-1797) 第4代オーフォード伯爵 第4代ウォルポール子爵 第4代ホートン男爵 第3代ウォルポール男爵   | ホレス (1717-1797) 第4代オーフォード伯爵 第4代ウォルポール子爵 第4代ホートン男爵 第3代ウォルポール男爵   | ホレス (1717-1797) 第4代オーフォード伯爵 第4代ウォルポール子爵 第4代ホートン男爵 第3代ウォルポール男爵   | ホレス (1717-1797) 第4代オーフォード伯爵 第4代ウォルポール子爵 第4代ホートン男爵 第3代ウォルポール男爵   | ホレス (1717-1797) 第4代オーフォード伯爵 第4代ウォルポール子爵 第4代ホートン男爵 第3代ウォルポール男爵   |  |  | ホレーショ (1723-1809) 初代オーフォード伯爵(第3期) 第2代ウォルタートンのウォルポール男爵 第4代ウォルポール男爵 | ホレーショ (1723-1809) 初代オーフォード伯爵(第3期) 第2代ウォルタートンのウォルポール男爵 第4代ウォルポール男爵 | ホレーショ (1723-1809) 初代オーフォード伯爵(第3期) 第2代ウォルタートンのウォルポール男爵 第4代ウォルポール男爵 | ホレーショ (1723-1809) 初代オーフォード伯爵(第3期) 第2代ウォルタートンのウォルポール男爵 第4代ウォルポール男爵 | ホレーショ (1723-1809) 初代オーフォード伯爵(第3期) 第2代ウォルタートンのウォルポール男爵 第4代ウォルポール男爵 | ホレーショ (1723-1809) 初代オーフォード伯爵(第3期) 第2代ウォルタートンのウォルポール男爵 第4代ウォルポール男爵 |  |  | トマス (1727-1803)                                                                | トマス (1727-1803)     | トマス (1727-1803)     | トマス (1727-1803)     | トマス (1727-1803)     | トマス (1727-1803)     |  |  |  |  |  |  |  |  |  |  |  |  |  |  |  |  |  |  |  |  |  |  |  |  |  |  |
|  |  | ジョージ (1730-1791) 第3代オーフォード伯爵 第3代ウォルポール子爵 第3代ホートン男爵 第2代ウォルポール男爵 | ジョージ (1730-1791) 第3代オーフォード伯爵 第3代ウォルポール子爵 第3代ホートン男爵 第2代ウォルポール男爵 | ジョージ (1730-1791) 第3代オーフォード伯爵 第3代ウォルポール子爵 第3代ホートン男爵 第2代ウォルポール男爵 | ジョージ (1730-1791) 第3代オーフォード伯爵 第3代ウォルポール子爵 第3代ホートン男爵 第2代ウォルポール男爵 | ジョージ (1730-1791) 第3代オーフォード伯爵 第3代ウォルポール子爵 第3代ホートン男爵 第2代ウォルポール男爵 | ジョージ (1730-1791) 第3代オーフォード伯爵 第3代ウォルポール子爵 第3代ホートン男爵 第2代ウォルポール男爵 |  |  |  |  | | | | | | |  |  | ホレーショ (1752-1822) 第2代オーフォード伯爵 第3代ウォルタートンのウォルポール男爵 第5代ウォルポール男爵       | ホレーショ (1752-1822) 第2代オーフォード伯爵 第3代ウォルタートンのウォルポール男爵 第5代ウォルポール男爵       | ホレーショ (1752-1822) 第2代オーフォード伯爵 第3代ウォルタートンのウォルポール男爵 第5代ウォルポール男爵       | ホレーショ (1752-1822) 第2代オーフォード伯爵 第3代ウォルタートンのウォルポール男爵 第5代ウォルポール男爵       | ホレーショ (1752-1822) 第2代オーフォード伯爵 第3代ウォルタートンのウォルポール男爵 第5代ウォルポール男爵       | ホレーショ (1752-1822) 第2代オーフォード伯爵 第3代ウォルタートンのウォルポール男爵 第5代ウォルポール男爵       |  |  | トマス (1755-1840)                                                                | トマス (1755-1840)     | トマス (1755-1840)     | トマス (1755-1840)     | トマス (1755-1840)     | トマス (1755-1840)     |  |  |  |  |  |  |  |  |  |  |  |  |  |  |  |  |  |  |  |  |  |  |  |  |  |  |
|  |  | ジョージ (1730-1791) 第3代オーフォード伯爵 第3代ウォルポール子爵 第3代ホートン男爵 第2代ウォルポール男爵 | ジョージ (1730-1791) 第3代オーフォード伯爵 第3代ウォルポール子爵 第3代ホートン男爵 第2代ウォルポール男爵 | ジョージ (1730-1791) 第3代オーフォード伯爵 第3代ウォルポール子爵 第3代ホートン男爵 第2代ウォルポール男爵 | ジョージ (1730-1791) 第3代オーフォード伯爵 第3代ウォルポール子爵 第3代ホートン男爵 第2代ウォルポール男爵 | ジョージ (1730-1791) 第3代オーフォード伯爵 第3代ウォルポール子爵 第3代ホートン男爵 第2代ウォルポール男爵 | ジョージ (1730-1791) 第3代オーフォード伯爵 第3代ウォルポール子爵 第3代ホートン男爵 第2代ウォルポール男爵 |  |  |  |  | | | | | | |  |  | ホレーショ (1752-1822) 第2代オーフォード伯爵 第3代ウォルタートンのウォルポール男爵 第5代ウォルポール男爵       | ホレーショ (1752-1822) 第2代オーフォード伯爵 第3代ウォルタートンのウォルポール男爵 第5代ウォルポール男爵       | ホレーショ (1752-1822) 第2代オーフォード伯爵 第3代ウォルタートンのウォルポール男爵 第5代ウォルポール男爵       | ホレーショ (1752-1822) 第2代オーフォード伯爵 第3代ウォルタートンのウォルポール男爵 第5代ウォルポール男爵       | ホレーショ (1752-1822) 第2代オーフォード伯爵 第3代ウォルタートンのウォルポール男爵 第5代ウォルポール男爵       | ホレーショ (1752-1822) 第2代オーフォード伯爵 第3代ウォルタートンのウォルポール男爵 第5代ウォルポール男爵       |  |  | トマス (1755-1840)                                                                | トマス (1755-1840)     | トマス (1755-1840)     | トマス (1755-1840)     | トマス (1755-1840)     | トマス (1755-1840)     |  |  |  |  |  |  |  |  |  |  |  |  |  |  |  |  |  |  |  |  |  |  |  |  |  |  |
|  |  | | | | | | |  |  |  |  | | | | | | |  |  | ホレーショ (1783-1858) 第3代オーフォード伯爵 第4代ウォルタートンのウォルポール男爵 第6代ウォルポール男爵       | ホレーショ (1783-1858) 第3代オーフォード伯爵 第4代ウォルタートンのウォルポール男爵 第6代ウォルポール男爵       | ホレーショ (1783-1858) 第3代オーフォード伯爵 第4代ウォルタートンのウォルポール男爵 第6代ウォルポール男爵       | ホレーショ (1783-1858) 第3代オーフォード伯爵 第4代ウォルタートンのウォルポール男爵 第6代ウォルポール男爵       | ホレーショ (1783-1858) 第3代オーフォード伯爵 第4代ウォルタートンのウォルポール男爵 第6代ウォルポール男爵       | ホレーショ (1783-1858) 第3代オーフォード伯爵 第4代ウォルタートンのウォルポール男爵 第6代ウォルポール男爵       |  |  | トマス (1805-1881)                                                                | トマス (1805-1881)     | トマス (1805-1881)     | トマス (1805-1881)     | トマス (1805-1881)     | トマス (1805-1881)     |  |  |  |  |  |  |  |  |  |  |  |  |  |  |  |  |  |  |  |  |  |  |  |  |  |  |
|  |  | | | | | | |  |  |  |  | | | | | | |  |  | ホレーショ (1783-1858) 第3代オーフォード伯爵 第4代ウォルタートンのウォルポール男爵 第6代ウォルポール男爵       | ホレーショ (1783-1858) 第3代オーフォード伯爵 第4代ウォルタートンのウォルポール男爵 第6代ウォルポール男爵       | ホレーショ (1783-1858) 第3代オーフォード伯爵 第4代ウォルタートンのウォルポール男爵 第6代ウォルポール男爵       | ホレーショ (1783-1858) 第3代オーフォード伯爵 第4代ウォルタートンのウォルポール男爵 第6代ウォルポール男爵       | ホレーショ (1783-1858) 第3代オーフォード伯爵 第4代ウォルタートンのウォルポール男爵 第6代ウォルポール男爵       | ホレーショ (1783-1858) 第3代オーフォード伯爵 第4代ウォルタートンのウォルポール男爵 第6代ウォルポール男爵       |  |  | トマス (1805-1881)                                                                | トマス (1805-1881)     | トマス (1805-1881)     | トマス (1805-1881)     | トマス (1805-1881)     | トマス (1805-1881)     |  |  |  |  |  |  |  |  |  |  |  |  |  |  |  |  |  |  |  |  |  |  |  |  |  |  |
|  |  | | | | | | |  |  |  |  | | | | | | |  |  | | | | | | |  |  |                                                                                   |                        |                        |                        |                        |                        |  |  |  |  |  |  |  |  |  |  |  |  |  |  |  |  |  |  |  |  |  |  |  |  |  |  |
|  |  | | | | | | |  |  |  |  | ホレーショ (1813-1894) 第4代オーフォード伯爵 第5代ウォルタートンのウォルポール男爵 第7代ウォルポール男爵 | ホレーショ (1813-1894) 第4代オーフォード伯爵 第5代ウォルタートンのウォルポール男爵 第7代ウォルポール男爵 | ホレーショ (1813-1894) 第4代オーフォード伯爵 第5代ウォルタートンのウォルポール男爵 第7代ウォルポール男爵 | ホレーショ (1813-1894) 第4代オーフォード伯爵 第5代ウォルタートンのウォルポール男爵 第7代ウォルポール男爵 | ホレーショ (1813-1894) 第4代オーフォード伯爵 第5代ウォルタートンのウォルポール男爵 第7代ウォルポール男爵 | ホレーショ (1813-1894) 第4代オーフォード伯爵 第5代ウォルタートンのウォルポール男爵 第7代ウォルポール男爵 |  |  | フレデリック (1822-1876)                                                                                       | フレデリック (1822-1876)                                                                                       | フレデリック (1822-1876)                                                                                       | フレデリック (1822-1876)                                                                                       | フレデリック (1822-1876)                                                                                       | フレデリック (1822-1876)                                                                                       |  |  | ヘンリー (1837-1913)                                                              | ヘンリー (1837-1913)   | ヘンリー (1837-1913)   | ヘンリー (1837-1913)   | ヘンリー (1837-1913)   | ヘンリー (1837-1913)   |  |  |  |  |  |  |  |  |  |  |  |  |  |  |  |  |  |  |  |  |  |  |  |  |  |  |
|  |  | | | | | | |  |  |  |  | ホレーショ (1813-1894) 第4代オーフォード伯爵 第5代ウォルタートンのウォルポール男爵 第7代ウォルポール男爵 | ホレーショ (1813-1894) 第4代オーフォード伯爵 第5代ウォルタートンのウォルポール男爵 第7代ウォルポール男爵 | ホレーショ (1813-1894) 第4代オーフォード伯爵 第5代ウォルタートンのウォルポール男爵 第7代ウォルポール男爵 | ホレーショ (1813-1894) 第4代オーフォード伯爵 第5代ウォルタートンのウォルポール男爵 第7代ウォルポール男爵 | ホレーショ (1813-1894) 第4代オーフォード伯爵 第5代ウォルタートンのウォルポール男爵 第7代ウォルポール男爵 | ホレーショ (1813-1894) 第4代オーフォード伯爵 第5代ウォルタートンのウォルポール男爵 第7代ウォルポール男爵 |  |  | フレデリック (1822-1876)                                                                                       | フレデリック (1822-1876)                                                                                       | フレデリック (1822-1876)                                                                                       | フレデリック (1822-1876)                                                                                       | フレデリック (1822-1876)                                                                                       | フレデリック (1822-1876)                                                                                       |  |  | ヘンリー (1837-1913)                                                              | ヘンリー (1837-1913)   | ヘンリー (1837-1913)   | ヘンリー (1837-1913)   | ヘンリー (1837-1913)   | ヘンリー (1837-1913)   |  |  |  |  |  |  |  |  |  |  |  |  |  |  |  |  |  |  |  |  |  |  |  |  |  |  |
|  |  | | | | | | |  |  |  |  | | | | | | |  |  | ロバート (1854-1931) 第5代オーフォード伯爵 第6代ウォルタートンのウォルポール男爵 第8代ウォルポール男爵         | ロバート (1854-1931) 第5代オーフォード伯爵 第6代ウォルタートンのウォルポール男爵 第8代ウォルポール男爵         | ロバート (1854-1931) 第5代オーフォード伯爵 第6代ウォルタートンのウォルポール男爵 第8代ウォルポール男爵         | ロバート (1854-1931) 第5代オーフォード伯爵 第6代ウォルタートンのウォルポール男爵 第8代ウォルポール男爵         | ロバート (1854-1931) 第5代オーフォード伯爵 第6代ウォルタートンのウォルポール男爵 第8代ウォルポール男爵         | ロバート (1854-1931) 第5代オーフォード伯爵 第6代ウォルタートンのウォルポール男爵 第8代ウォルポール男爵         |  |  | ホレーショ (1881-1918)                                                            | ホレーショ (1881-1918) | ホレーショ (1881-1918) | ホレーショ (1881-1918) | ホレーショ (1881-1918) | ホレーショ (1881-1918) |  |  |  |  |  |  |  |  |  |  |  |  |  |  |  |  |  |  |  |  |  |  |  |  |  |  |
|  |  | | | | | | |  |  |  |  | | | | | | |  |  | ロバート (1854-1931) 第5代オーフォード伯爵 第6代ウォルタートンのウォルポール男爵 第8代ウォルポール男爵         | ロバート (1854-1931) 第5代オーフォード伯爵 第6代ウォルタートンのウォルポール男爵 第8代ウォルポール男爵         | ロバート (1854-1931) 第5代オーフォード伯爵 第6代ウォルタートンのウォルポール男爵 第8代ウォルポール男爵         | ロバート (1854-1931) 第5代オーフォード伯爵 第6代ウォルタートンのウォルポール男爵 第8代ウォルポール男爵         | ロバート (1854-1931) 第5代オーフォード伯爵 第6代ウォルタートンのウォルポール男爵 第8代ウォルポール男爵         | ロバート (1854-1931) 第5代オーフォード伯爵 第6代ウォルタートンのウォルポール男爵 第8代ウォルポール男爵         |  |  | ホレーショ (1881-1918)                                                            | ホレーショ (1881-1918) | ホレーショ (1881-1918) | ホレーショ (1881-1918) | ホレーショ (1881-1918) | ホレーショ (1881-1918) |  |  |  |  |  |  |  |  |  |  |  |  |  |  |  |  |  |  |  |  |  |  |  |  |  |  |
|  |  | | | | | | |  |  |  |  | | | | | | |  |  | | | | | | |  |  | ロバート (1913-1989) 第7代ウォルタートンのウォルポール男爵 第9代ウォルポール男爵  |                        |                        |                        |                        |                        |  |  |  |  |  |  |  |  |  |  |  |  |  |  |  |  |  |  |  |  |  |  |  |  |  |  |
|  |  | | | | | | |  |  |  |  | | | | | | |  |  | | | | | | |  |  |                                                                                   |                        |                        |                        |                        |                        |  |  |  |  |  |  |  |  |  |  |  |  |  |  |  |  |  |  |  |  |  |  |  |  |  |  |
|  |  | | | | | | |  |  |  |  | | | | | | |  |  | | | | | | |  |  | ロバート (1938-2021) 第8代ウォルタートンのウォルポール男爵 第10代ウォルポール男爵 |                        |                        |                        |                        |                        |  |  |  |  |  |  |  |  |  |  |  |  |  |  |  |  |  |  |  |  |  |  |  |  |  |  |
|  |  | | | | | | |  |  |  |  | | | | | | |  |  | | | | | | |  |  |                                                                                   |                        |                        |                        |                        |                        |  |  |  |  |  |  |  |  |  |  |  |  |  |  |  |  |  |  |  |  |  |  |  |  |  |  |
|  |  | | | | | | |  |  |  |  | | | | | | |  |  | | | | | | |  |  | ジョナサン (1967-) 第9代ウォルタートンのウォルポール男爵 第11代ウォルポール男爵   |                        |                        |                        |                        |                        |  |  |  |  |  |  |  |  |  |  |  |  |  |  |  |  |  |  |  |  |  |  |  |  |  |  |